# Ÿ
Ÿ (Y z dierezą) – litera alfabetu łacińskiego, używana do zapisu ligatury Ij w języku niderlandzkim oraz języku afrikaans. 

Ÿ pojawia się w języku francuskim jako wariant znaku Ï w kilku nazwach własnych, na przykład w nazwie dzielnicy Paryża L’Haÿ-les-Roses [lai le ʁoz]. 

Znak Ÿ używany jest czasem do transkrypcji języka greckiego, gdzie reprezentuje literę υ w rozziewie z literą α. 

Litera Ÿ zwykle jest samogłoską, ale w języku tlingit używana jest do zapisu spółgłoski półotwartej miękkopodniebiennej, oznaczonej symbolem [ɰ].
Litera ÿ występowała w rękopisach od XII wieku po wiek XV, czasem była pisana w formie y z dwiema ukośnymi kreskami y̋. W konsekwencji bywa ona używana w druku do dzisiaj do edycji dawnych tekstów polskich. 

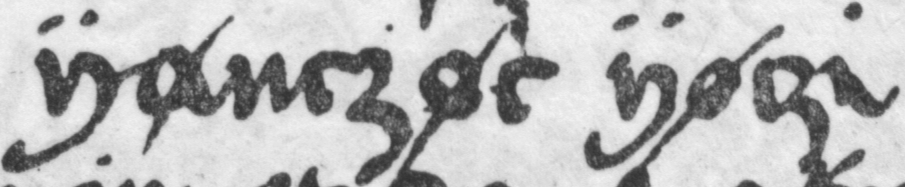
Dwa wystąpienia litery ÿ w traktacie Parkosza: przedstawiona w pierwszym i drugim słowie na początku[1].
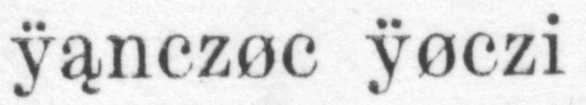
Dwa wystąpienia litery ÿ w transkrypcji Kucały traktatu Parkosza[2].

## Ÿ w komputerze
Przy użyciu procesora tekstu Microsoft Word znak Ÿ można wprowadzić poprzez wciśnięcie kombinacji klawiszy Ctrl+Shift+Y.
| System kodowania              | Ÿ        | ÿ        |
| ----------------------------- | -------- | -------- |
| ISO 8859-15                   | 00FF     | 0xBE     |
| Strony kodowe systemu Windows | Alt+0159 | Alt+0255 |
| CP850                         | Alt+0255 | Alt+152  |
| Unicode                       | U+0178   | U+00FF   |